# Paratullbergia concolor
Paratullbergia concolor is een springstaartensoort uit de familie van de Tullbergiidae. De wetenschappelijke naam van de soort is voor het eerst geldig gepubliceerd in 1930 door Womersley.